# جان ویک: بخش ۲
جان ویک: بخش ۲ (به انگلیسی: John Wick: Chapter 2) یک فیلم نئو-نوآر اکشن مهیج آمریکایی، به نویسندگی دریک کولستاد و کارگردانی چاد استاهلسکی است. این اثر دنباله‌ای بر فیلم جان ویک در سال ۲۰۱۴ به‌شمار می‌رود. در این فیلم بازیگرانی همچون کیانو ریوز، کامن، لارنس فیشبرن، ریکاردو اسکامارچو، روبی رز، ایان مک‌شین و جان لگویزمائو ایفای نقش می‌کنند. فیلم‌برداری جان ویک ۲ از ۲۶ اکتبر ۲۰۱۵ در نیویورک سیتی صورت گرفت، و نخستین نمایش آن در تاریخ ۳۰ ژانویه ۲۰۱۷ در لس آنجلس بود و سپس توسط سامیت انترتینمنت در ۱۰ فوریه ۲۰۱۷ در ایالات متحده به نمایش درآمد که با بازخوردهای مثبت فراوانی رو به رو شد.
دنباله فیلم با عنوان جان ویک: بخش ۳ – پارابلوم در سال ۲۰۱۹ اکران شد. با توجه با بودجه ۴۰ میلیون دلاری خود فروش ۱۷۰ میلیون دلاری تجربه کرد و موفقیت بزرگی برای این فیلم به حساب می‌آید.

## داستان
«جان ویک» به یک پایگاه قاچاق متعلق به «آبرام تاراسوف» نفوذ می‌کند؛ کسی که پس از کشته شدن برادرش «ویگو» و برادرزاده‌اش «یوسف» به دست جان، در شرایطی عصبی و پرتنش به سر می‌برد. جان پس از کشتن تمام افراد آبرام، ماشین دزدیده‌شده‌اش را پس می‌گیرد و در نهایت از جان آبرام می‌گذرد، مشروط به اینکه صلح برقرار شود. پس از بازگشت به خانه، ماشینش را برای تعمیر به «آرلیو» می‌سپارد و سعی می‌کند دوباره به زندگی آرامش برگردد.
اما همان شب، رئیس مافیای ایتالیایی «کامورا»، «سانتینو دی‌آنتونیو» سر می‌رسد. از آن‌جا که جان دوباره از بازنشستگی بیرون آمده، سانتینو حالا ادعای طلبکاری دارد. او مدالیون «مارکر» را به جان نشان می‌دهد؛ نشانه‌ای از سوگند خونی که نشان می‌دهد جان در گذشته با کمک سانتینو توانسته بازنشسته شود و با همسرش هلن زندگی کند. جان ابتدا از انجام خواسته‌ی سانتینو امتناع می‌کند، اما سانتینو در پاسخ خانه‌ی او را با نارنجک‌انداز نابود می‌کند. جان جان سالم به در می‌برد و به هتل «کنتیننتال» در نیویورک پناه می‌برد. «وینستون»، مدیر هتل، به او یادآوری می‌کند که در دنیای زیرزمینی دو قانون مقدس وجود دارد: اول، ممنوعیت انجام هرگونه قتل در محوطه‌ی کنتیننتال، و دوم، لزوم پایبندی به مارکر.
برای فرار از حکم مرگ، جان ناچار می‌شود درخواست سانتینو را بپذیرد: قتل خواهرش «جیانا»، که یکی از اعضای شورای قدرتمند «های‌تیبل» است. سانتینو برای نظارت، محافظ بی‌کلامش «آرس» را همراه جان می‌فرستد.
در رم، جان به مراسم تاج‌گذاری جیانا نفوذ می‌کند و در رختکن او را پیدا می‌کند. جیانا که می‌داند مرگش قطعی است، رگ دستش را می‌زند. جان برای پایان دادن به درد او، با گلوله کار را تمام می‌کند و مأموریتش را کامل می‌کند. هنگام فرار، با محافظ وفادار جیانا، «کاسیان»، درگیر می‌شود. جان وارد تونل‌های زیرزمینی می‌شود اما آرس و افرادش که از طرف سانتینو مأمور شده‌اند تا جان را هم بکشند، به او حمله می‌کنند. جان بیشتر آن‌ها را از پا درمی‌آورد و دوباره با کاسیان درگیر می‌شود. این نبرد به هتل کنتیننتال رم کشیده می‌شود، جایی که طبق قوانین، مجبور به توقف درگیری می‌شوند. جان به کاسیان می‌گوید که به اجبار و برای وفای به مارکر، خواهرش را کشته. با وجود درک شرایط، کاسیان می‌گوید این قتل بدون پاسخ نخواهد ماند، اما قول می‌دهد اگر مجبور به کشتن جان شود، کار را سریع انجام دهد.
مدیر هتل رم، «جولیوس»، به جان کمک می‌کند تا به نیویورک بازگردد. اما سانتینو با ادعای گرفتن انتقام خواهرش، برای قتل جان جایزه‌ای تعیین کرده و یک قرارداد عمومی برای ترورش باز می‌کند. جان در حالی که با موجی از قاتلان مواجه می‌شود، وینستون به دیدار سانتینو می‌رود و به او اطلاع می‌دهد که جان وظیفه‌ی مارکر را کامل انجام داده و دیگر آزاد است.
در متروی نیویورک، جان دوباره با کاسیان روبه‌رو می‌شود و نبردی نفس‌گیر میان‌شان درمی‌گیرد. در نهایت جان چاقو را در قلب کاسیان فرو می‌کند و او را در آستانه‌ی مرگ رها می‌کند. زخمی و خسته، جان سراغ «شاه زاغی» می‌رود، رئیس یکی از گروه‌های زیرزمینی نیویورک. شاه زاغی که از هدف جان برای کشتن عضوی از های‌تیبل به وجد آمده، به او اسلحه‌ای با هفت گلوله می‌دهد؛ یکی برای هر میلیون دلار جایزه‌ای که برای سر جان تعیین شده. او همچنین به جان آدرس یک موزه هنری را می‌دهد، جایی که سانتینو مراسمی برگزار کرده است.
جان به موزه حمله می‌کند، محافظان سانتینو را یکی‌یکی می‌کشد و در نهایت آرس را نیز از پا درمی‌آورد. سانتینو که جان را نزدیک می‌بیند، به کنتیننتال پناه می‌برد، جایی که قانون پناهندگی برقرار است. او با وقاحت ادعا می‌کند که می‌تواند تا ابد در امنیت بماند. وینستون سعی می‌کند جان را آرام کند، اما جان در اقدامی غافلگیرکننده، سانتینو را در سالن کنتیننتال به قتل می‌رساند.
فردای آن روز، وینستون با جان ملاقات می‌کند و به او اطلاع می‌دهد که کامورا جایزه‌ی سر او را دو برابر کرده و آن را جهانی کرده‌اند. از آن‌جا که جان قانون مقدس کنتیننتال را زیر پا گذاشته، مجبور است او را «تبعید» کند؛ وضعیتی که تمام خدمات و حمایت‌های زیرزمینی از جان قطع می‌شود. اما به‌خاطر دوستی‌شان، وینستون یک ساعت به او مهلت می‌دهد و همچنین یک مارکر دیگر برای آینده به او می‌دهد. جان در حالی که میدان پارک را ترک می‌کند، به وینستون می‌گوید به همه‌ی قاتلان هشدار دهد: هر کسی که دنبالش بیاید، کشته خواهد شد. با فعال شدن پروسه‌ی تبعید، تلفن‌های اطراف شروع به زنگ خوردن می‌کنند و جان، با حالتی آشفته، دویدن را آغاز می‌کند.

## گیشه
این فیلم توانست ۹۲ میلیون دلار در ایالات متحده و کانادا و ۷۹٫۵ میلیون دلار در سایر مناطق برای فروش جهانی ۱۷۱٫۵ میلیون دلار. این فیلم در ۹ روز اول اکران خود ۹۰٫۵ میلیون دلار در سراسر جهان فروخت که از کل فروش فیلم اول (۸۸٫۸ میلیون دلار) فراتر رفت.